# Ishaq Ben Selomoh ben abí Sahula
Ishaq Ben Selomoh ben (abí) Sahula (Guadalajara, c. 1244 - c. 1300) fue un escritor y erudito hispanohebreo, conocido sobre todo como autor del Mešal ha-Qadmoní / La parábola del antepasado (1281), primer libro hebreo impreso con ilustraciones (1491), entre otras obras.

## Biografía
Muy poco se sabe sobre él; nació a mediados del siglo XIII. Las enciclopedias judías lo sitúan entre los eruditos, médicos, cabalistas y poetas en hebreo. Sahula tenía parientes en Burgos y en la ciudad de Guadalajara, y era discípulo del cabalista Mosés de Burgos. Conocía a Mosé ben Sem Tob de León. Recibió una instrucción muy amplia, no solo en medicina, sino en estudios rabínicos tradicionales. Vivió durante el reinado de Alfonso X el Sabio de Castilla y viajó de un lugar a otro practicando medicina y declarando no depender de sus patrocinadores. En 1281 estaba en Egipto, donde decidió consagrar su vida a la escritura con un claro propósito moral, entristecido porque los judíos leyesen tantas historietas vanas en árabe, desde el Calila e Dimna hasta los Viajes de Simbad, y por la escasa pureza y habilidad de los hebreos en el uso de su lengua, que reivindica. 
Los manuscritos y todas las ediciones impresas del Mešal ha-Qadmoní / Parábola del antepasado (1281) están adornados con ricas miniaturas o xilografías interesantes. Se divide en secciones, divisiones que no eran normales en el género de la maqama; también en eso se quiere distinguir. Son cinco capítulos que contienen una gran colección de 105 parábolas, historias y cuentos, todos escritos en prosa rimada, como era habitual en el género maqāma, con fines pedagógicos. 
El dominio del lenguaje y su talento excepcional como narrador se revelan en este trabajo; su valor científico queda sin embargo oscurecidos por la gran cantidad de material científico de origen popular entretejido en sus narraciones. Cada sección comienza con las palabras de un cínico contra una de las principales virtudes (sabiduría, penitencia, buen consejo, humildad y asombro) que el moralista refuta convenientemente. La sección sobre "reverencia" es una diatriba contra la astrología y el determinismo. El libro contiene tres citas de uno de los testimonios más antiguos del Zohar, el Midrash ha-Ne'lam, pero está más cerca de Maimónides que de las doctrinas de la Cábala. 
Esta obra disfrutó de una amplia circulación en la Edad Media. Algunos fragmentos de otra maqāma, descubiertos y comentados por Hayyim Schirmann, en los que el autor se hace llamar "Isaac", también podrían ser de Ibn Sahula. El autor quiere empalmar con la Biblia y el Talmud, sosteniendo que los judíos ya tenían antes que los árabes cuentos y parábolas en sus libros. Los protagonistas de sus historietas son animales que hablan y discursean de todo lo divino y lo humano: de astronomía, psicología y medicina. Hay frecuentes alusiones a sucesos coetáneos, a veces en forma simbólica: cábala, desgracia del antaño poderoso don Zag de la Maleha... Para Dan Pagis posee una estructura en tres círculos concéntricos según que sean los protagonistas humanos (en el exterior) a animales (interior).
Además, Sahula escribió un comentario sobre el Cantar de los Cantares (aún en manuscrito) según una interpretación cabalística, así como un comentario sobre algunos Salmos, probablemente por 1282 o 1283. Su obra principal, el Mešal ha-Qadmoní, fue reimpresa ocho veces, primero por Soncino en Brescia (c. 1491, reimpresa por A. M. Habermann en Jerusalem, 1977), siendo el primer libro hebreo que se imprimió con ilustraciones; algunas de estas veces fue en una versión yiddish. En 1953 I. Zemora lo publicó en Tel Aviv con un texto totalmente vocalizado y con ilustraciones xilográficas de la edición de Venecia (c. 1547); en 2004 Raphael Lowe lo publicó con una traducción al inglés.